# Kalle Hedberg
Pour les articles homonymes, voir Hedberg.
Kalle Hedberg, né le 20 septembre 1894 à Sundsvall et mort le 19 octobre 1959 à Stockholm, est un peintre suédois.

## Biographie
Hedberg étudie la peinture en 1907 et essaie différentes professions avant de commencer ses études artistiques en 1919. Il travaille à Florence 1921 à 1923 puis à Copenhague de 1923 à 1935 puis retourne en Suède.
Au cours de ses études à Florence, il a été fortement impressionné par les peintres monumentaux de la Renaissance, tels que Ustello, Andrea del Castagno et Michel-Ange. Dans ses premières œuvres, cependant, l'influence du cubisme et de la Nouvelle Objectivité domine.
Hedberg avait une grande capacité de pénétration de l'analyse humaine, ce qui est évident à partir d'un certain nombre de portraits, mais aussi dans de plus grandes compositions de couleurs. Une humeur fondamentale de recherche et mystérieuse caractérise son art.
Avec la sortie de la couleur, il s'est également lancé dans la peinture de natures mortes, où plusieurs de ses meilleures œuvres sur le plan coloristique ont été créées. Avec des objets simples, il a créé des centres de cristallisation brillants pour la couleur.
Dans la production de la dernière décennie, une certaine fatigue prévaut, perceptible par exemple dans le souvent fragmentaire dans les approches et une couleur refroidie et amincie. Mais de cette résignation résonne un ton nouveau, lyrique, et l'on peut donner aux choses une substance presque immatérielle. Hedberg est représenté, entre autres, au musée des Beaux-Arts de Göteborg, au musée d'art de Norrköping et au Nationalmuseum de Stockholm.